# The Law Reports
Unter dem Titel The Law Reports veröffentlicht das Incorporated Council of Law Reporting for England and Wales Urteile aus England und Wales seit 1875. Wurde ein Fall in den Law Reports veröffentlicht, soll diese Fundstelle vorrangig zitiert werden, was die Law Reports zur quasi-offiziellen Urteilssammlung der englischen Obergerichte macht. Daneben gibt der Verlag LexisNexis Butterworths eine eigene Sammlung, die All England Law Reports, heraus. Fälle vor 1866 finden sich in den English Reports, die ebenfalls vom ICLR herausgegeben wurden. Fälle, die zwischen 1865 und 1875 entschieden wurden, finden sich in einer Sammlung, die ebenso Law Reports betitelt ist (Abkürzung L.R.). Ab 1875 wurde die Sammlung in mehrere Reihen aufgeteilt:
| Titel                      | Abkürzung | Zeitraum  | ISSN           |
| Appeal Cases               | A.C.      | Seit 1890 | ISSN 0265-1246 |
| Appeal Cases               | App Cas   | 1875–1890 |                |
| Chancery Cases             | Ch.       | Seit 1891 | ISSN 0265-1211 |
| Queen’s Bench/King’s Bench | Q.B./K.B. | Seit 1952 |                |